# Samuele Zopfi
Samuele Zopfi (Schwanden, 27 giugno 1828 – Redona, 6 dicembre 1888) è stato un imprenditore svizzero del cantone di Glarona, naturalizzato italiano. 

Samuele Zopfi, alias Samuel Zopfi, è stato un imprenditore della seconda metà del XIX secolo appartenente a quella comunità protestante di imprenditori svizzeri che seppero sfruttare le favorevoli condizioni del mercato del lavoro nell'Italia post-unitaria dando così impulso allo sviluppo dell’industria manifatturiera, in particolar modo in Lombardia.

## Famiglia
Samuele Zopfi, alias Samuel Zopfi, nacque il 27 giugno 1828 a Schwanden, Cantone di Glarona in Svizzera,  figlio di Samuel Zopfi (3.1.1790-28.2.1833) e di Anna Maria Tschudi (2.4.1795-15-7-1856). 

Rimase orfano di padre a quattro anni d'età. Il padre era stato un commerciante di tabacco mentre la madre apparteneva alla famiglia Tschudi, una tra le prime a Schwanden ad operare nel settore tessile. Crebbe quindi all'ombra dello zio materno Johann Kaspar Tschudi acquisendo capacità imprenditoriali nella ditta dello zio a Schwanden.. 

Era fratello di Gioachino Zopfi (1821-1889), alias Joachim Zopfi, che nel 1868 impianterà a Ranica un importante opificio tessile per la lavorazione del cotone.

Samuele Zopfi ebbe otto figli da tre matrimoni, di cui solo quattro, due maschi e due femmine, raggiunsero l'età adulta. 
Rimasto vedovo a Schwanden della prima moglie, Margherita Speich, morta di parto nel 1861, si risposò nel 1862 con Elisabetta Menzi dalla quale ebbe tre figli maschi di cui raggiunse l'età adulta solo Alfredo Zopfi

Dalla terza moglie, Rosa Maria Graf, sposata il 27 dicembre 1877 a Redona, Bergamo, ebbe Samuele,  e Rosina Zopfi,.
Samuele Zopfi morto a Redona il 6 dicembre 1888, è sepolto nel Cimitero evangelico di Bergamo.

## Attività
Nel contesto dell'Italia post-unitaria, Samuele Zopfi fu attratto dalle potenzialità di sviluppo offerte dalla valle Seriana, dove tradizionalmente erano già presenti maestranze svizzere, e così nel 1867 decide di investire in Italia fondando a Redona, in provincia di Bergamo, Lombardia, un mulino meccanizzato per la macinazione dei cereali, uno dei primi del genere in Italia, con la ragione sociale “Zopfi e C. Industria Macinazione grani con molino a sistema americano” la quale si occupava anche della commercializzazione del prodotto finito. 

Negli anni successivi Samuele Zopfi rileva il mulino Campestrini a Caionvico di Brescia che in precedenza era stato una fabbrica di cannoni fatta costruire nel 1807 per conto del Ministero della Difesa della Repubblica Cisalpina.

Alla morte di Samuele Zopfi nel 1888, il genero Giacomo Trumpy, marito di Anna Maria Zopfi, subentra nella "Zopfi & C." di Redona e ne cambia la ragione sociale in "S.A.Molini Zopfi", mentre la sua ditta di Ponte Nossa diventa dal 25 febbraio 1889 "S.A. Cotonificio bergamasco", dove nel consiglio di amministrazione siederà anche il giovane cognato ventiquattrenne Alfredo Zopfi.
La vedova Rosina Graf si risposerà con Nicola Tschudi da cui avrà Elisabetta, Nicola-Arturo e Giovanni Tschudi
La stretta correlazione tra vincoli di sangue e gli affari emerge evidente da questo fitto intreccio di parentele.

## Antenati
|                                  |                                   |                                     | Genitori                       |  |  | Nonni |  |  | Bisnonni                  |  |  | Trisnonni                  |  |
|                                  |                                   |                                     |                                |  |  |       |  |  | Samuele Zopfi (1737-1822) |  |  | Heinrich Zopfi (1703-1766) |  |
|                                  |                                   |                                     |                                |  |  |       |  |  | Samuele Zopfi (1737-1822) |  |  | Heinrich Zopfi (1703-1766) |  |
|                                  |                                   | Rosina Spaelti (1713-1765)          |                                |  |  |       |  |  | Samuele Zopfi (1737-1822) |  |  |                            |  |
| Davide Zopfi (1767-1835)         |                                   |                                     |                                |  |  |       |  |  | Samuele Zopfi (1737-1822) |  |  |                            |  |
|                                  |                                   | Anna Maria Hefti (1746-1803         | David Hefti                    |  |  |       |  |  |                           |  |  |                            |  |
|                                  |                                   | Anna Maria Hefti (1746-1803         | David Hefti                    |  |  |       |  |  |                           |  |  |                            |  |
|                                  |                                   | Anna Maria Hefti (1746-1803         | Anna Feldmann                  |  |  |       |  |  |                           |  |  |                            |  |
| Samuele Zopfi (1790-1833)        |                                   | Anna Maria Hefti (1746-1803         |                                |  |  |       |  |  |                           |  |  |                            |  |
|                                  |                                   | Ludwig Luchsinger                   | …                              |  |  |       |  |  |                           |  |  |                            |  |
|                                  |                                   | Ludwig Luchsinger                   | …                              |  |  |       |  |  |                           |  |  |                            |  |
|                                  |                                   | Ludwig Luchsinger                   | …                              |  |  |       |  |  |                           |  |  |                            |  |
| Anna Luchsinger (1771-1828)      |                                   | Ludwig Luchsinger                   |                                |  |  |       |  |  |                           |  |  |                            |  |
|                                  |                                   | Katharina Blumer                    | …                              |  |  |       |  |  |                           |  |  |                            |  |
|                                  |                                   | Katharina Blumer                    | …                              |  |  |       |  |  |                           |  |  |                            |  |
|                                  |                                   | Katharina Blumer                    | …                              |  |  |       |  |  |                           |  |  |                            |  |
| Samuele Zopfi (1828-1888)        |                                   | Katharina Blumer                    |                                |  |  |       |  |  |                           |  |  |                            |  |
|                                  | Johann Kaspar Tschudi (1734-1793) | Johann Heinrich Tschudi (1706-1785) |                                |  |  |       |  |  |                           |  |  |                            |  |
|                                  | Johann Kaspar Tschudi (1734-1793) | Johann Heinrich Tschudi (1706-1785) |                                |  |  |       |  |  |                           |  |  |                            |  |
|                                  | Johann Kaspar Tschudi (1734-1793) | Anna Heer (1709-1747)               |                                |  |  |       |  |  |                           |  |  |                            |  |
| Joachim Tschudi (1768-1806)      | Johann Kaspar Tschudi (1734-1793) |                                     |                                |  |  |       |  |  |                           |  |  |                            |  |
|                                  |                                   | Anna Maria Legler (1741-1789)       | Joachim Legler (1699-1770)     |  |  |       |  |  |                           |  |  |                            |  |
|                                  |                                   | Anna Maria Legler (1741-1789)       | Joachim Legler (1699-1770)     |  |  |       |  |  |                           |  |  |                            |  |
|                                  |                                   | Anna Maria Legler (1741-1789)       | Anna Maria Klauser (1703-1789) |  |  |       |  |  |                           |  |  |                            |  |
| Anna Maria Tschudi (1795-1856)   |                                   | Anna Maria Legler (1741-1789)       |                                |  |  |       |  |  |                           |  |  |                            |  |
|                                  |                                   | Johann Conrad Warth (1726-1787)     | …                              |  |  |       |  |  |                           |  |  |                            |  |
|                                  |                                   | Johann Conrad Warth (1726-1787)     | …                              |  |  |       |  |  |                           |  |  |                            |  |
|                                  |                                   | Johann Conrad Warth (1726-1787)     | …                              |  |  |       |  |  |                           |  |  |                            |  |
| Anna Katharina Warth (1772-1844) |                                   | Johann Conrad Warth (1726-1787)     |                                |  |  |       |  |  |                           |  |  |                            |  |
|                                  |                                   | Verena Durst (1744-1811)            | …                              |  |  |       |  |  |                           |  |  |                            |  |
|                                  |                                   | Verena Durst (1744-1811)            | …                              |  |  |       |  |  |                           |  |  |                            |  |
|                                  |                                   | Verena Durst (1744-1811)            | …                              |  |  |       |  |  |                           |  |  |                            |  |
|                                  |                                   | Verena Durst (1744-1811)            |                                |  |  |       |  |  |                           |  |  |                            |  |